# Daniel w jaskini lwów
Daniel w jaskini lwów (niderl. Daniël in de leeuwenkuil) – obraz namalowany flamandzkiego malarza barokowego, Petera Paula Rubensa.

## Opis
Tematyka obrazu została zaczerpnięta ze Starego Testamentu z Księgi Daniela. Obrazuje motyw ukarania Daniela za jego wiarę w Boga przez króla perskiego Dariusza. Wówczas obowiązywało prawo zakazujące oddawania czci komu innemu niż królowi. Za złamanie tego prawa karano wrzuceniem do jaskini pełnej lwów. Daniel został pojmany i skazany. Król wierzył w jego wiarę w Boga i w to, że ona go uratuje, lecz musiał respektować ustanowione prawo. Po wtrąceniu do jaskini zamknięto ją, a król poszcząc czekał do następnego dnia. 

Król wstał o świcie i udał się spiesznie do jaskini lwów. Gdy był blisko jaskini, wołał do Daniela głosem pełnym bólu: „Danielu, sługo żyjącego Boga, czy Bóg, któremu służysz tak wytrwale, mógł cię wybawić od lwów?” Wtedy Daniel odpowiedział królowi: „Królu, żyj wiecznie! Mój Bóg posłał swego anioła i on zamknął paszczę lwom; nie wyrządziły mi one krzywdy, ponieważ On uznał mnie za niewinnego; a także wobec ciebie nie uczyniłem nic złego”. Uradował się z tego król i rozkazał wydobyć Daniela z jaskini lwów; nie znaleziono na nim żadnej rany, bo zaufał swemu Bogu.(Dn 6 20-25)

Rubens umieścił Daniela pośrodku dzikich zwierząt. Skulony, ze złożonymi rękoma, z głową wzniesioną do nieba, modli się do Boga o ocalenie. Lwy wokół niego jakby nie zauważają człowieka. Ich pyski są groźne, jeden u dołu szczerzy kły, drugi koło Daniela otwiera szeroko paszczę. Cała scena przepełniona jest grozą i wskazuje na wielkie zagrożenie jakiemu poddany został Daniel. Nadzieję na ocalenie daje jasne, błękitne niebo na samej górze obrazu. To, że można je zobaczyć oznacza, iż jaskinia została już otwarta i zaraz król uwolni Daniela.